# Pireneitega xinping
Pireneitega xinping là một loài nhện trong họ Amaurobiidae.
Loài này thuộc chi Pireneitega. Pireneitega xinping được miêu tả năm 2002 bởi Zhang, Zhu & Da-xiang Song.